# Borne fleurdelysée no 18 (Fleury-Mérogis)
La borne fleurdelysée no 18 était un monument situé à Fleury-Mérogis, en France.

## Description
Le monument, une borne routière, était conservé à Fleury-Mérogis. C'était le seul édifice faisant l'objet d'une protection sur le territoire de la commune.

## Historique
Le monument est inscrit au titre des monuments historiques depuis le 22 mars 1934.
Le monument n'existe plus.